# Hoefijzerneuzen
Hoefijzerneuzen (Rhinolophidae) zijn een familie van vleermuizen (Chiroptera) die voorkomt in Europa, Afrika, Azië, Australië en Noord-Amerika. Ze zijn nauw verwant aan de bladneusvleermuizen van de Oude Wereld (Hipposideridae) en worden vaak tot dezelfde familie gerekend.

## Kenmerken
Hoefijzerneuzen danken hun naam aan hun neusblad, een vaak grillig gevormd aanhangsel op de neus. Dit bestaat bij de hoefijzerneuzen uit drie hoefijzervormige lappen: de onderste hoefijzervormige neuskwabben, met aan de wortel de openingen, een in de lengterichting lopende kam en het bovenste, spits, toelopende 'lancet'. De functie van het neusblad is niet geheel duidelijk, maar mogelijk dient het om het geluid van echolocatiesignalen te concentreren. Dit geluid kan heen en weer 'gezwiept' worden om zo de omgeving te 'scannen'. De vacht van de hoefijzerneuzen is los en zacht en kan allerlei kleuren hebben, van zwart tot oranjerood, hoewel grijs- of roodbruin het meest voorkomt. Hoefijzerneuzen zijn kleine tot vrij grote vleermuizen met zeer brede vleugels. De grote, spits toelopende oorschelpen hebben geen oordeksels. De oren kunnen apart bewegen.
Hoefijzerneuzen (wijfjes) hebben twee echte en twee "valse" tepels (aarstepels). De valse tepels ontwikkelen zich bij de eerste zwangerschap en bevinden zich vlak bij de genitale opening. Deze worden door de jongen gebruikt om zich aan vast te houden als de moeder op de kop hangt. De jonge dieren hangen zo met de kop naar boven.

## Voedsel en gedrag
Zoals de meeste vleermuizen zijn hoefijzerneuzen insecteneters en vangen ze hun prooi op de vleugels in de lucht. Kleine prooien worden bewaard in wangzakken, grotere prooien worden ter plekke gegeten. Ze zijn 's nachts actief; de dag brengen ze door in holen, grotten, holle bomen of tussen de takken van bomen. De dieren zijn dan in hun vlieghuid gewikkeld als in een mantel. Hoefijzerneuzen hangen soms met één achterpoot ondersteboven.
De hoefijzerneuzen die leven in de gematigde streken houden in de winter een winterslaap. Soms wordt deze echter onderbroken.

## Verspreiding
Deze dieren wonen in gematigde en tropische gebieden van zuidelijk Europa, Afrika, en het zuiden van Azië aan noordelijk en oostelijk Australië, met inbegrip van vele Pacifische eilanden.
Wereldwijd leven er ongeveer 70 soorten (die allen tot Rhinolophus behoren). Vijf van deze soorten zijn in Europa aan te treffen.

## Indeling
De familie omvat de volgende soorten:
- Geslacht Palaeonycteris†
  - Palaeonycteris insignis†
  - Palaeonycteris praecox†
  - Palaeonycteris reinachi†
  - Palaeonycteris robustus†
- Geslacht Echte hoefijzerneuzen (Rhinolophus)
  - Rhinolophus achilles
  - Rhinolophus acrotis
  - Rhinolophus acuminatus
  - Rhinolophus adami
  - Rhinolophus affinis
  - Rhinolophus alcyone – Alcyonehoefijzerneus
  - Rhinolophus alticolus
  - Rhinolophus andamanensis
  - Rhinolophus arcuatus
  - Rhinolophus beddomei
  - Rhinolophus belligerator
  - Rhinolophus blasii – Blasius' hoefijzerneus
  - Rhinolophus bocharicus
  - Rhinolophus borneensis – Borneose hoefijzerneus
  - (Rhinolophus bottegoi)†
  - Rhinolophus canuti
  - Rhinolophus capensis
  - Rhinolophus celebensis
  - Rhinolophus cervenyi
  - Rhinolophus chaseni
  - Rhinolophus chiewkweeae
  - Rhinolophus chutamasae
  - Rhinolophus clivosus
  - Rhinolophus coelophyllus
  - Rhinolophus cognatus
  - Rhinolophus cohenae
  - Rhinolophus convexus
  - Rhinolophus cornutus
  - Rhinolophus creaghi
  - Rhinolophus damarensis
  - Rhinolophus darlingi
  - Rhinolophus deckenii
  - Rhinolophus delphinensis†
  - Rhinolophus denti – Denthoefijzerneus
  - Rhinolophus dubius†
  - Rhinolophus eloquens
  - Rhinolophus episcopus
  - Rhinolophus euryale – Paarse hoefijzerneus
  - Rhinolophus euryotis
  - Rhinolophus ferrumequinum – Grote hoefijzerneus
  - Rhinolophus foetidus
  - Rhinolophus formosae
  - Rhinolophus francisi
  - Rhinolophus fumigatus
  - Rhinolophus grivensis†
  - Rhinolophus guineensis
  - Rhinolophus hildebrandti
  - Rhinolophus hilli
  - Rhinolophus hillorum
  - Rhinolophus hipposideros – Kleine hoefijzerneus
  - Rhinolophus hirsutus
  - Rhinolophus horaceki
  - Rhinolophus imaizumii
  - Rhinolophus inops
  - Rhinolophus keyensis
  - Rhinolophus landeri – Landerhoefijzerneus
  - Rhinolophus lepidus
  - Rhinolophus lissiensis†
  - Rhinolophus lobatus
  - Rhinolophus luctoides
  - Rhinolophus luctus
  - Rhinolophus lugdunensis†
  - Rhinolophus mabuensis
  - Rhinolophus maclaudi – Maclaudhoefijzerneus
  - Rhinolophus macrotis
  - Rhinolophus madurensis
  - Rhinolophus maendeleo
  - Rhinolophus malayanus
  - Rhinolophus marshalli
  - Rhinolophus mcintyrei
  - Rhinolophus megaphyllus
  - Rhinolophus mehelyi – Mehely's hoefijzerneus
  - Rhinolophus microglobosus
  - Rhinolophus midas
  - Rhinolophus mitratus
  - Rhinolophus monoceros
  - Rhinolophus montanus
  - Rhinolophus morio
  - Rhinolophus mossambicus
  - Rhinolophus namuli
  - Rhinolophus nereis
  - Rhinolophus nippon
  - Rhinolophus osgoodi
  - Rhinolophus pearsonii
  - Rhinolophus perditus
  - Rhinolophus perniger
  - Rhinolophus philippinensis
  - Rhinolophus proconsulis
  - Rhinolophus pumilus
  - Rhinolophus pusillus
  - Rhinolophus refulgens
  - Rhinolophus rex
  - Rhinolophus robinsoni
  - Rhinolophus rouxii
  - Rhinolophus rufus
  - Rhinolophus ruwenzorii
  - Rhinolophus sakejiensis
  - Rhinolophus schlosseri†
  - Rhinolophus sedulus
  - Rhinolophus septentrionalis
  - Rhinolophus shameli
  - Rhinolophus shortridgei
  - Rhinolophus siamensis
  - Rhinolophus silvestris
  - Rhinolophus similis†
  - Rhinolophus simulator
  - Rhinolophus sinicus
  - Rhinolophus smithersi
  - Rhinolophus stheno
  - Rhinolophus subbadius
  - Rhinolophus subrufus
  - Rhinolophus swinnyi
  - Rhinolophus tatar
  - Rhinolophus thailandensis
  - Rhinolophus thomasi
  - Rhinolophus trifoliatus
  - Rhinolophus virgo
  - Rhinolophus willardi
  - Rhinolophus xinanzhongguoensis
  - Rhinolophus yonghoiseni
  - Rhinolophus yongyuthsi†
  - Rhinolophus yunanensis
  - Rhinolophus ziama

Vleerhonden · Kitti's varkensneusvleermuis · Klapneusvleermuizen · Reuzenoorvleermuizen · Hoefijzerneuzen · Bladneusvleermuizen van de Oude Wereld · Spleetneusvleermuizen · Schedestaartvleermuizen · Nieuw-Zeelandse vleermuizen · Hechtschijfvleermuizen · Furievleermuizen · Hazenlipvleermuizen · Plooilipvleermuizen · Bladneusvleermuizen van de Nieuwe Wereld · Trechteroorvleermuizen · Zuigschijfvleermuizen · Bulvleermuizen · Miniopteridae · Gladneuzen